# О. Генрі
О. Ге́нрі (англ. О. Henry, справжнє Ім'я — Ві́льям Сі́дні По́ртер, 11 вересня 1862, Грінсборо, Північна Кароліна, КША — 5 червня 1910, Нью-Йорк, США) — американський письменник. У 20-річному віці переїхав до Техасу, оселився в Остіні. Змінивши багато професій (аптекар, ковбой, продавець тощо), став касиром у Першому національному банку, одночасно займаючись журналістикою. У липні 1887 році одружився з Етол Есте. У 1896 році, підозрюваний у розтраті, втік до Гондурасу, де чекав приїзду дружини з маленькою дочкою. Однак Етол помирала від туберкульозу, і в 1897 році Портер повернувся в Остін. Роком пізніше він був визнаний винним і засуджений до п'яти років ув'язнення (загалом провів у в'язниці 3,5 року).

## Біографія
Народився 11 вересня 1862 р. у місті Грінсборо, Північна Кароліна. Його батько, лікар Алджернон Сідні Портер був винахідником. Мати — Мері Джейн Вірджинія Свейн Портер померла від туберкульозу, коли Вільяму було 3 роки. Тоді ж його батько разом з ним переїхав до бабці по татовій лінії.
У дитинстві Портер дуже захоплювався читанням, читав буквально все: від класичних романів до пінкертонівщини. Його улюбленою була книжка «Тисяча й одна ніч».
Закінчив середню школу своєї тітки Евеліни Марії Портер у 1876 році. Невдовзі вступив до вищої школи Ліндсей Стріт (Lindsey Street High School). Його тітка стала йому опікуном у 15 років. У 1879 році почав працювати бухгалтером у аптеці свого дядька, а у 1881-му, у 19 років, став фармацевтом. Тут він показав свій талант малювати шаржі на звичайних покупців та відвідувачів аптеки.

### Життя у Техасі
Портер помандрував із доктором Джеймсом К. Холлом до Техасу в березні 1883 року, сподіваючись, що зміна повітря стане сприятливішою для подолання постійного кашлю, від якого він потерпав. Оселився на ранчо овець, яке належало Річарду Холлу, сину Джеймса Холла, в окрузі Ла-Салл Техасу. Тут Портер працював пастухом, кухарем, доглядав за дітьми і тваринами. На ранчо він вивчив іспанську та німецьку мови, переважно від емігрантів. Також багато часу віддавав читанню класичної літератури.
Після того як у Вільяма покращилося здоров'я, він у 1884 році разом із Річардом вирушив до Остіна, де врешті вирішив залишитися. Його запросили до будинку Гареллів, які були друзями Річарда. Протягом наступних кількох років він часто міняв роботи: працював фармацевтом, креслярем, банківським касиром, журналістом тощо. Також почав писати літературні твори.
Брав активну участь у громадському житті Остіна, був учасником драматичних гуртків. Був прекрасним співаком та музикантом, грав на гітарі та мандоліні. Також став членом співочого гуртка «Квартет Гілл сіті» (Hill City Quartet).
Тоді почав зустрічатися із Етол Есте — 17-річною дівчиною із заможної сім'ї. Її мати забороняла їхні зустрічі, оскільки дівчина була хвора на туберкульоз. Проте 1 липня 1887 року Етол і Вільям втекли до преподобного Р. К. Смута, який одружив їх.
Друг Портера Річард Голл став комісаром штату Техас і запропонував Вільяму роботу. Той став працювати художником у Техаському Генеральному Офісі з 1887 року і отримував 100 доларів щомісячної платні — займався переважно малюванням геодезичних і географічних карт. Його зарплатня задовольняла потреби сім'ї, але він продовжував дописувати до різних газет та журналів.

### Звинувачення
Був звинувачений у крадіжці — і півроку ховався від правосуддя в Гондурасі, потім у Південній Америці. Повернувшись до США, був засуджений і посаджений у в'язницю Колумбус у штаті Огайо, де провів три роки (1898—1901), тюремний номер № 34627. У в'язниці працював у лазареті й писав короткі оповідання, підшукуючи собі псевдонім. Врешті-решт зупинив свій вибір на варіанті О. Генрі (ім'я відомого французького фармацевта). Перше своє оповідання під цим псевдонімом — «Різдвяний подарунок Діка-Свистуна», надруковане в 1899 році в «Журналі МакКлюра» (McClure's Magazine), — він написав у в'язниці. Цей псевдонім часто неправильно записують на зразок ірландського прізвища О'Генрі (O'Henry).

### Період активної літературної діяльності
За своє життя О. Генрі написав 273 новел і оповідань, і тільки один великий твір — роман «Королі й капуста». Повне зібрання його творів становить 18 томів.
Перша книга оповідань О. Генрі, яка часто класифікується як роман,— «Королі й капуста» — вийшла в 1904 році. За нею були: «Чотири мільйони» (1906), «Непогасний світильник» (1907), «Серце Заходу» (1907), «Голос міста» (1908), «Благородний шахрай» (1908), «Шляхи долі» (1909), «Вибране» (Options, 1909), «Точні справи» (1910) і «Вир» (1910).
Письменник помер 5 червня 1910 року в Нью-Йорку.
У збірку «Постскриптуми» (Postscripts), видану вже після смерті О. Генрі, увійшли фейлетони, нариси і гумористичні замітки, написані ним для газети «Пошта» (Х'юстон, штат Техас, 1895—1896).

## Творчість
О. Генрі займає в американській літературі виняткове місце як майстер жанру оповідання (англ. short-story). Перед смертю О. Генрі висловив намір перейти до складнішого жанру — до роману:
Усе, що я писав досі, це просто пустощі, проби пера, в порівнянні з тим, що я напишу через рік.
У творчості, проте, ці настрої нічим не виявилися — і О. Генрі залишився органічним художником «малого» жанру, розповіді. Не випадково, звичайно, що в цей період письменник уперше почав цікавитися соціальними проблемами і виявив своє негативне ставлення до тогочасного суспільства
Герої Генрі різноманітні: мільйонери, ковбої, спекулянти, клерки, пралі, бандити, фінансисти, політики, письменники, артисти, художники, робітники, інженери, пожежники — змінюють один одного. Як умілий конструктор сюжету, О. Генрі не показував психологічну сторону того, що відбувається: дії його персонажів не отримують глибокого психологічного мотивування, що й більш підсилює несподіванку своїх основних рисах вже в творчості Т. Б. Олдріча. Оригінальність О. Генрі виявилася в блискучому застосуванні жаргону, гострих слівець і виразів, і в загальній колоритності діалогів.
Уже за життя письменника оповідання в його стилі стало вироджуватися в схему, а до 1920-х років перетворився на чисто комерційне явище: «методику» його виробництва викладали в коледжах і університетах, видавалися численні підручники тощо.
Американські письменники міжвоєнного періоду: Шервуд Андерсон, Теодор Драйзер, Б. Гехт — протиставляли беззмістовності епігонів О. Генрі насичені психологічні новели.

## Походження псевдоніму
Псевдонім письменника дуже часто помилково записують на зразок поширених ірландських прізвищ: О'Генрі. Існує кілька версій того чому Вільям Сідні Портер обрав собі такий псевдонім, але остаточної відповіді немає.
Найпопулярнішою версією є така: псевдонім О'Генрі письменник обрав тому, що шкільний учитель Портера не переставав захоплюватися здобутками американського фізика Джозефа Генрі, часто вигукуючи на уроках: «О, Генрі! Ти відкрив те-то і те-то…».
Проте існує й інша версія походження цього псевдоніму. Коли Портер закінчив школу, батько влаштував його на роботу в аптеку. Після цього Портер перепробував багато професій. Так, зокрема, він був і бухгалтером, і креслярем, і касиром, і репортером. Аж раптом у банку, де він працював, була виявлена недостача — і всю вину за це звалили на нього. Відбуваючи свій перший термін у в'язниці міста Колумбус, він у 1899 році написав оповідання «Різдвяний подарунок Діка-Свистуна». Вирішивши сховатися за псевдонімом, він згадав, як у свої юні роки, під час роботи в аптеці, йому часто доводилося користуватись довідником Етьєна Оссіана Анрі (фр. Étienne Ossian Henry). Позичивши у відомого фармацевта ініціал одного імені й прізвище, Портер отримав псевдонім О. Генрі, під яким і став всесвітньо відомим. Що ж стосується оповідання, то воно було відразу надруковане в «М'к-Крю меґезін». Проте і це ще далеко не остаточна версія походження «О. Генрі».
Також, можливо, псевдонім О. Генрі запозичено з відомої ковбойської пісеньки «Скажи мені, о Генрі, який там вердикт?». Ще одна гіпотеза — О. Генрі — тому що Портер використав перше-ліпше прізвище, яке йому спало на думку.

## Твори

### Роман
- «Королі і капуста» (Cabbages and Kings) 1904

### Збірки новел
- «Чотири мільйони» (The Four Million) 1906
- «Заправлена лампа» (The Trimmed Lamp) 1907
- «Серце Заходу» (Heart of the West) 1907
- «Шляхетний шахрай» (The Gentle Grafter) 1908
- «Голос великого міста» (The Voice of the City) 1908
- «Шляхи долі» (Roads of Destiny) 1909
- «Варіанти» (Options) 1909
- «Дві жінки» (The Two Women) 1910
- «Коловорот» (Whirligigs) 1910
- «Ділові люди» (Strictly Business) 1910

### Збірки новел (видані посмертно)
- «Під лежачий камінь» (Rolling Stones) 1912
- «Безхатьки та приблуди» (Waifs and Strays) 1917
- «О. Генріяна» (O. Henryana) (1920)
- «Постскриптуми» (Postscripts) (1923)
- O. Henry Encore (1939)

## Переклади українською

### Окремі твори
- О. Генрі. Королі і капуста. Переклад з англійської: Василь Мисик. — Київ: Державне видавництво художньої літератури. 1962. — 171 стор.
  - (перевидання) О. Генрі. «Королі і капуста». Переклад з англійської: Василь Мисик. — Київ: Дніпро. 1980. — 214 стор. (серія «Зарубіжна сатира і гумор» (Вип. 13))
- О. Генрі. Вождь червоношкірих. Переклад з англійської: Олександр Терех; малюнки: О. Жуковський. — Київ: Веселка, 1964. — 24 стор.
  - (передрук) О. Генрі. Вождь червоношкірих; Як ховався Чорний Білл. Переклад з англійської: Олександр Терех, Михайло Тупайло. — Київ: Веселка, 2003. — 40 стор. (Серія «Золотий жук. Диво-пригоди»). ISBN 966-01-0248-8
- О. Генрі. Космополіт у кафе. (Електронний ресурс) / Пер. з англ. // Ізборник. — К., 2011. — Режим доступу: http://izbornyk.org.ua/london/cosmo.htm.

### Збірки оповідань
- О. Генрі. Серце Заходу / пер. з анг. Галини Михайловської. — Т. : Навчальна книга — Богдан, 2019. — 320 с. — ISBN 978-966-10-6014-1.
- О. Генрі. Шляхи Долі / пер. з анг. Євгена Онуфрієнка. — Т. : Навчальна книга — Богдан, 2019. — 432 с. — ISBN 978-966-10-5947-3.

| 1983 | О. Генрі. Останній листок: оповідання. Переклад з англійської: Ю. Іванов, О. Логвиненко, М. Дмитренко, В. Мусієнко, М. Рябова, М. Тупайло, Т. Тихонова. Київ: Молодь, 1983, 224 стор. Зміст                             |
| 2005 | О. Генрі. «Вождь червоношкірих» (збірник оповідань). Переклад з англійської: ?. 2005. Львів: Видавництво «Червона калина». 256 стор. ISBN ? Зміст                                                                       |
| 2006 | О. Генрі. «Вибране». Упорядник: Н. М. Торкут; переклад з англійської: Василь Мисник та інші. Київ: А. С. К., 2006. 703 стор. ISBN 966-539-473-8 (серія «Бібліотека зарубіжної літератури») Зміст                        |
| 2011 | О. Генрі. Вождь червоношкірих (збірник оповідань). Переказ з англійської: Ольга Федорченко; малюнки: Олена Чичик. Київ: Країна мрій, 2011. 397 стор. іл. ISBN 978-617-538-042-0 (серія «Улюблені книжки») Зміст         |
| 2014 | О. Генрі. «Дороги, які ми вибираємо, та інші оповідання». Переклад з англійської: Олександр Гончар. Київ: Знання, 2014. 206 стор. ISBN 978-617-07-0194-7 (серія «English Library»). Зміст                               |
| 2016 | О. Генрі. «Викуп за Вождя Червоношкірих та інші оповідання». Переклад з англійської: Юлія Беген, Олег Шалата, Віктор Лішнянський. Київ: Знання, 2016. 254 стор. ISBN 978-617-07-0276-0 (серія «English Library»). Зміст |
| 2017 | О. Генрі. «Шляхетний шахрай». Переклад з англійської: Юлія Герус, Марія Головко, Ніна Дубровська, Віктор Лішнянський. Київ: Знання, 2017. 191 стор. ISBN 978-617-07-0449-8 (серія «English Library»). Зміст             |
| 2017 | О. Генрі. «Дари волхвів. Останній листок». Переклад з англійської: Олександр Гончар. Київ: Знання, 2017. 190 стор. ISBN 978-617-07-0455-9 (серія «Класна література»). Зміст                                            |

## Екранізації
- Кружляння життя (1958, реж. Йосип Шапіро)
- Ділові люди (1962, реж. Леонід Гайдай)
- Королі і капуста (1978, 2 с., т/ф, реж. Микола Рашеєв)
- Трест, що луснув (1983, 3 с., реж. Олександр Павловський; на основі новел і оповідань письменника)
- Останній осінній листок (2005, к/м), реж. Володимир Жилко) та ін.